# Вайно, Арнольд Хансович
Арнольд Хансович Ва́йно (эст. Arnold Vaino; 26 июля 1900, Юрьев, Лифляндская губерния, Российская империя — 15 марта 1960, Таллин, Эстонская ССР) — эстонский актёр и театральный режиссёр. Член Эстонского общества актёров (1934) и Театрального общества Эстонской ССР (1947).

## Биография
В 1914—1918 годах учился в Тартуской высшей городской школе. В 1917—1919 годах выступал в хоре.
В 1919—1932 годах был актёром и режиссёром театра «Ванемуйне» в Тарту, в 1932—1941 годах — театра «Эстония» в Таллине (ныне Национальная опера «Эстония»). Повышал творческую квалификацию в Германии (1928 и 1932), Польше, Венгрии и Франции (1938).
В 1941 оставил сцену.

## Творчество
Крупный комедийный актёр, А. Ва́йно с успехом выступал в эстонских бытовых пьесах, в драмах и опереттах, детских спектаклях. Сочные народные образы, созданные им, были отмечены мягким юмором, жизненной правдивостью.
С успехом снимался в первых эстонских кинофильмах («Молодые орлы», 1927; «Vahva sõdur Joosep Toots», 1930,  «Elu tsitadellis», 1947), сорежиссёр фильма «Знаете ли вы землю?» (1931, Финляндия).

## Избранные театральные роли
- жрец Арон, Яак Йорам, Кустас («На вехах Синая», 1928, «Микумярди», 1936, «Лежебока», 1937, Раудсеппа),
- Земляника («Ревизор», 1936),
- Основа («Сон в летнюю ночь», 1937).

## Поставленные спектакли
- «Цыганский барон» Штрауса (1930),
- «Прекрасная Елена» Оффенбаха (1932) и др.